# ZDFkultur
 (septembre 2012).
ZDFkultur (typographiée « zdf.kultur », puis « zdf/kultur ») était une chaîne de télévision allemande créée le 7 mai 2011 et disparue le 30 septembre 2016. Elle a remplacé l'ancienne chaîne ZDFtheaterkanal. Elle faisait partie du bouquet ZDFvision.

## Histoire de la chaîne
ZDFkultur est créée le 7 mai 2011, en remplacement de ZDFtheaterkanal, et ciblait un public âgé de 20-40 ans.
Le 22 février 2013, il a été annoncé que le directeur de ZDF, Thomas Bellut, souhaitait faire disparaître ZDFkultur, au moins "dans sa forme télévisuelle". Jusqu'à ce que la chaîne disparaisse, elle a dû rediffuser l'intégralité de ses programmes. Le 8 mars 2013, le Conseil de télévision du diffuseur de la chaîne a approuvé le dossier de fermeture de la chaîne. La chaîne a interrompu ses programmes le 30 septembre 2016 à minuit.
Le 13 février 2019, ZDFkultur a été relancée en tant qu'offre numérique dans la ZDF-Mediathek. Les contenus culturels des chaînes ZDF, 3sat et ARTE sont regroupés dans celle-ci.

## Identité visuelle

### Logos

Logo de zdf.kultur du 7 mai 2011 au 30 avril 2012
Logo de zdf.kultur HD du 7 mai 2011 au 30 avril 2012
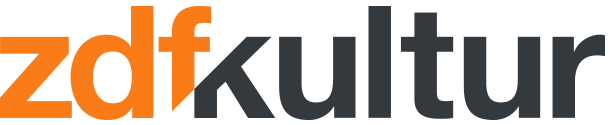
Logo de zdf/kultur du 30 avril 2012 au 30 septembre 2016